# Killer (Album)
Killer ist das vierte Album der Band Alice Cooper. Es erschien am 27. November 1971.

## Hintergrund
Die Alice Cooper Band hatte mit Love It to Death ihren ersten kommerziellen Erfolg landen können. Bob Ezrin hatte die Produktion von der Westküste nach Chicago verlegt und professionell koordiniert. Mit Killer wollte die Band den Aufwärtstrend fortsetzen.
Desperado ist laut Cooper eine Hommage an seinen guten Freund Jim Morrison, der 1971 verstarb. Wahlweise sei auch Robert Vaughn Inspiration gewesen. Mit dem achtminütigen Halo of Flies wollte die Band einen progressiven Track à King Crimson schreiben.
Under My Wheels und Dead Babies gehören zum festen Repertoire von Coopers Konzerten. Ersterer Song wurde am 28. September 1971 als Single ausgekoppelt und erreichte Platz 59 der US-Charts. Be My Lover folgte am 8. Februar 1972 und erreichte Platz 49.

## Titelliste
Seite 1
1. Under My Wheels (Bruce, Dunaway, Ezrin) – 2:51
2. Be My Lover (Bruce) – 3:21
3. Halo of Flies (Cooper, Bruce, Buxton, Dunaway, Smith) – 8:22
4. Desperado (Cooper, Bruce) – 3:30

Seite 2
1. You Drive Me Nervous (Cooper, Bruce, Ezrin) – 2:28
2. Yeah, Yeah, Yeah (Cooper, Bruce) – 3:39
3. Dead Babies (Cooper, Bruce, Buxton) – 5:44
4. Killer (Bruce, Dunaway) – 6:57

## Rezeption

### Rezensionen
Killer erhielt überwiegend positive Kritiken. Das Album enthielte im Vergleich zu den Vorgängern weniger surreales und theatralisches. Heutzutage gilt es als früher Klassiker und als eines von Coopers besten Alben.
Johnny Rotten nannte es sein Lieblingsalbum und das beste der Rockgeschichte.

### Chartplatzierungen
| ChartsChartplatzierungen       | Höchstplatzierung | Wochen |
| ------------------------------ | ----------------- | ------ |
| Vereinigtes Königreich (OCC)   | 27 (18 Wo.)       | 18     |
| Vereinigte Staaten (Billboard) | 21 (54 Wo.)       | 54     |

### Auszeichnungen für Musikverkäufe
| Land/Region               | Auszeichnungen für Musikverkäufe (Land/Region, Auszeichnung, Verkäufe) | Verkäufe  |
| ------------------------- | ---------------------------------------------------------------------- | --------- |
| Vereinigte Staaten (RIAA) | Platin                                                                 | 1.000.000 |
| Insgesamt                 | 1× Platin ·                                                            | 1.000.000 |